# Henry Nixon
Henry Nixon (* in Sydney, New South Wales) ist ein australischer Schauspieler.

## Karriere
Nixon absolvierte am National Institute of Dramatic Art (NIDA) in Sydney eine Ausbildung zum Schauspieler und studierte ferner Dramatik am Narrabundah College in Canberra. 2002 dann spielte er in der Channel 5-Fernsehserie Koalas und andere Verwandte die Rolle des Chris King. Im darauffolgenden Jahr war er in der Serie All Saints als Sterling McCormack zu sehen, was ihn ein wenig bekannter machte.
2010 stellte er den Leutnant Hugh (Ivy League) Corrigan, in der HBO Film Fortsetzung von Band of Brothers – Wir waren wie Brüder, namens The Pacific dar.

## Filmografie (Auswahl)
- 2001–2006: McLeods Töchter (McLeod’s Daughters, Fernsehserie, 6 Episoden)
- 2002–2003: Koalas und andere Verwandte (Don’t Blame the Koalas, Fernsehserie, 26 Episoden)
- 2002: Die verlorene Welt (The Lost World, Fernsehserie, Episode 3x19)
- 2002: Home and Away (Fernsehserie, Episode 3270)
- 2003–2004: All Saints (Fernsehserie, 52 Episoden)
- 2004: Somersault – Wie Parfum in der Luft (Somersault)
- 2006: Safety in Numbers
- 2006: Happy Feet
- 2007: Noise – Lärm! (Noise)
- 2008: The Black Balloon
- 2008: $9.99 (Sprechrollen)
- 2009: Triangle – Die Angst kommt in Wellen (Triangle)
- 2010: The Pacific (Miniserie, 3 Episoden)
- 2011: Underbelly Files: Infiltration (Fernsehfilm)
- 2011: Sleeping Beauty
- 2012: Scumbus
- 2012: In der Haut von Venice (Being Venice)
- 2012: Devil’s Dust (Miniserie, 2 Episoden)
- 2013: Die Chaosfamilie (Packed to the Rafters, Fernsehserie, 4 Episoden)
- 2014: Low Life (Fernsehserie, 6 Episoden)
- 2015: Terminus
- 2015: A Month of Sundays
- 2016: Down Under
- 2016: The Kettering Incident (Fernsehserie, 8 Episoden)
- 2019: Little Monsters
- 2019: Ride Like a Girl – Ihr größter Traum (Ride Like a Girl)
- 2021: Wakefield (Fernsehserie, 5 Episoden)